# Sidymella kolpogaster
Sidymella kolpogaster är en spindelart som först beskrevs av Arno Antonio Lise 1973.  Sidymella kolpogaster ingår i släktet Sidymella och familjen krabbspindlar. Inga underarter finns listade i Catalogue of Life.